# Komár útočný
Komár útočný, někdy také komár kalamitní (Aedes vexans), je druh dvoukřídlého hmyzu z čeledi komárovití (Culicidae), nejhojnější komár na území České republiky.

## Popis
Komár útočný dosahuje velikosti 4–5(6) mm. Štít je hnědošedý, zadeček černohnědý, s výraznými světlými bazálními pásky na svrchní části jednotlivých článků (tergitech). Tyto pásky jsou uprostřed typicky zúžené a připomínají tvar písmene B. Křídla jsou čirá. Stehna a holeně mají žlutohnědé zbarvení, ke konci jsou spíše nahnědlé. Na chodidlových článcích vynikají velmi úzké bílé prstýnky, nepřesahující jednu třetinu délky každého článku. V případě předních a středních chodidel zůstávají prstýnky pouze na prvním až třetím článku. Tmavá makadla jsou v případě samic výrazně kratší než sosák; samec má makadla delší a jejich konec zpeřený, kořeny článků opět zdobí bělavé prstýnky.

## Ekologie
Komár útočný se vyskytuje na všech kontinentech s výjimkou Antarktidy a Jižní Ameriky, přičemž v řadě regionů, vč. území České republiky, představuje nejhojnější druh komára. Samice sají krev na rozličných zvířatech, byť útočí především na větší savce, včetně kopytníků a lidí. Platí za významné trapiče objevující se i v synantropních podmínkách. Samice bodají i ve dne, byť jejich aktivita vrcholí asi hodinu po západu slunce. Pro komáry útočné je charakteristický tzv. kalamitní výskyt; samice kladou vajíčka do míst, jež budou později zaplavena vodou, přičemž zaplavení líhnišť pak vede k synchronnímu líhnutí larev z vajíček a následně i dospělců z kukel. Během roku se objevuje několik vln komárů, typicky v důsledku jarního tání sněhu a letních dešťů.
Aedes vexans platí za vektor některých virových horečnatých onemocnění. Je primárním přenašečem původců horečky riftového údolí (Rift Valley fever phlebovirus) a valtické horečky (Tahyna orthobunyavirus), může však představovat i přenašeče horečky chikungunya, západonilské horečky, horečky zika aj. Je rovněž vektorem některých parazitických hlístic – filárií, na českém území byl potvrzen výskyt druhu Dirofilaria repens, jenž se lokalizuje v podkoží u psovitých šelem a vzácněji u člověka.